# Comes rerum privatarum
La figura del comes rerum privatarum compare per la prima volta nelle cronache attorno al 318.
Nel mondo romano in epoca imperiale, era colui che si occupava di gestire le proprietà dell'Imperatore (res privata principis) coadiuvato da aiutanti chiamati rationales rei privatae. A partire dal regno di Costantino I la sua attività di sovrintendente si estese anche alle terre appartenute alle municipalità e ai beni dei templi.
Nel V secolo, soprattutto sotto Teodorico pare che i suoi compiti fossero cambiati: si occupava infatti di questioni fiscali ed era giudice in casi particolari come profanazione di sepolcri e matrimoni tra consanguinei
- 423 Trigezio